# Suplac
Suplac (in ungherese Küküllőszéplak, in tedesco Schöndorf) è un comune della Romania di 2205 abitanti, ubicato nel distretto di Mureș, nella regione storica della Transilvania. 
Il comune è formato dall'unione di 5 villaggi: Idrifaia, Laslău Mare, Laslău Mic, Suplac, Vaidacuta.
Di un certo interesse nel comune è la Chiesa unitariana, costruita nel 1699.